# Pactilia mycophila
Pactilia mycophila är en svampart som först beskrevs av Mont. & Fr., och fick sitt nu gällande namn av Mont. & Fr. 1837. Pactilia mycophila ingår i släktet Pactilia, divisionen sporsäcksvampar och riket svampar.   Inga underarter finns listade i Catalogue of Life.